# Mi fortuna es amarte
Mi fortuna es amarte (Ma fortune est de T'aimer) est une telenovela mexicaine produite par Televisa et diffusée entre le 8 novembre 2021 et le 13 mars 2022 sur Las Estrellas,.

## Synopsis
Natalia et Adrián fêtent leur vingtième anniversaire de mariage entourés de leur famille et de leurs amis les plus proches. Mais Adrián et Verónica, la meilleure amie de Natalia, ont élaboré un plan pour s’enfuir le jour même de la fête, après avoir escroqué les clients de l’agence immobilière dont ils sont associés. Pendant ce temps, Vicente est victime d’une fraude et perd tout.
Natalia ne conserve qu’une seule maison située dans un quartier populaire, où elle doit emménager avec ses filles. À son arrivée, elle découvre que Vicente prétend être le propriétaire de la maison, ayant signé un contrat de vente invalide ce qui fait de Natalia la véritable propriétaire légale.
Vicente refuse de les accueillir, mais Natalia, sans hésiter, s’installe dans la maison. Les deux familles doivent désormais cohabiter, ce qui déclenche une série de conflits nourris par leurs différences sociales et culturelles.

## Distribution
- Susana González : Natalia Robles Garcia
- David Zepeda : Vicente "Chente" Ramírez Perez
- Ximena Córdoba : Tania Rivas Acosta
- Carlos de la Mota: Mario Rivas Acosta
- Andrés Sebastián González : Benjamín "Benja" Ramirez Nieto
- Sergio Sendel : Adrián Cantú Garza
- Denia Agalianou : Verónica Alanís Gómez
- Chantal Andere : Constanza Robles Garcia
- Michelle González : Olga Pascual Chávez
- Carmen Salinas : Margarita "Magos" Dominguez Negrete
- Luis Felipe Tovar : Gustavo "Tavo" Martinez Sanchez
- Omar Fierro : Elías Haddad Nassar
- Lisset : Samia Karam Mansour
- Ana Bertha Espín : Teresa Garcia Jimenez
- Luz Elena González : Soledad "Chole" Pascual Gama
- Michelle Vieth : Fernanda Diez Acuña
- Ramsés Alemán : Juan Gabriel "Juanga" Ramirez Perez
- Ricardo Silva : Claudio Sevilla Leon
- Dayren Chávez : Valentina Cruz Lopez
- Rodrigo Brand : Omar Haddad Karam
- Fernanda Urdapilleta : Andrea Cantú Robles
- Daniela Martínez : Regina Cantú Robles
- Andrés Vázquez : Jose Jose "Pepe Pepe" Ramirez Perez
- Adriana Fonseca : Lucía Nieto Paz de Ramirez

## Diffusion
- Las Estrellas (2021)

## Autres versions
- La quiero a morir (Caracol Televisión, 2008-2009)